# Eric Himelfarb
Eric Allen Himelfarb, född 1 januari 1983 i Thornhill, Ontario, är en schweiz-kanadensisk före detta professionell ishockeyspelare, som senast spelade för EHC Basel i den schweiziska tredjeligan MSL. Efter att ha spelat juniorishockey i OHL för Sarnia Sting, Barrie Colts och Kingston Frontenacs, gjorde Himelfarb seniordebut i AHL med Grand Rapids Griffins 2004. Sedan tidigare hade han valts av Montreal Canadiens som 171:e spelare totalt i 2001 års NHL Entry Draft. Han spelade sedan ytterligare tre säsonger för Griffins innan han lämnade Nordamerika.
Mellan säsongerna 2007/08 och 2009/10 spelade Himelfarb för tre olika klubbar i Schweiz; HC Lausanne och SC Langenthal i NLB, samt EHC Biel i NLA. Efter tre säsonger i Schweiz tillbringade Himelfarb säsongerna 2010/11 och 2015/16 i Sverige. Han spelade två säsonger vardera för Rögle BK och Linköping HC, där han under sin andra säsong i Rögle spelade upp klubben till SHL (dåvarande Elitserien). Därefter spelade han för Leksands IF i inledningen av säsongen 2014/15, innan han anslöt till Malmö Redhawks som blev den andra klubben han spelade upp från Hockeyallsvenskan till SHL.
Sedan 2016 har Himelfarb uteslutande spelat i Schweiz, där han vid enstaka matcher återvänt till Langenthal. Han har också representerat Hockey Thurgau, HC La Chaux-de-Fonds i Swiss League, SCL Tigers i NLA, samt EHC Basel i MSL.

## Karriär

### 1999–2007: Början av karriären och Grand Rapids Griffins
Som junior tillbringade Himelfarb fem säsonger i OHL mellan 1999 och 2004. De tre första säsongerna tillhörde han Sarnia Sting där han för varje säsong förbättrade sin poängnotering i grundserien. I sin sista säsong i klubben stod han för 83 poäng på 67 grundseriematcher (35 mål, 48 assist) vilket gav honom en tredje plats i den interna skytte-, assist- och poängligan. Sommaren 2001 draftades han av Montreal Canadiens i den sjätte rundan som 171:e spelare totalt. Den 22 augusti 2002 byttes han bort till Barrie Colts och vann därefter lagets interna poängliga då han stod för 75 poäng på 67 grundseriematcher. Inför säsongen 2003/04 anslöt Himelfarb till Kingston Frontenacs där han därefter gjorde sin poängmässigt bästa säsong i OHL. Han vann lagets interna skytte-, assist- och poängliga med 107 poäng på 67 grundseriematcher. Detta gav honom en fjärdeplats i den totala poängligan.
Den 29 mars 2003 meddelades det att Himelfarb skrivit ett treårsavtal med Detroit Red Wings i NHL för nästkommande säsong. Två dagar senare skrev han ett try out-avtal med Grand Rapids Griffins i AHL. Samma dag debuterade han i AHL och noterades för sitt första mål i ligan, på Wade Flaherty, i en 3–6-seger mot Milwaukee Admirals. På de sju kvarvarande grundseriematcherna stod han för två mål och tre assistpoäng. I Calder Cup-slutspelet slogs laget omgående ut av Chicago Wolves i fyra raka matcher. På dessa stod Himelfarb för tre assistpoäng.
NHL-säsongen 2004/05 ställdes in på grund av lockout och Himelfarb tillbringade då hela säsongen för Red Wings farmarklubben Griffins i AHL. I sin första hela säsong som professionell spelare stod han för 43 poäng på 76 grundseriematcher, vilket gav honom en tredjeplats i lagets interna poängliga. Med 19 mål var han lagets näst målfarligaste spelare. Laget slutade på femte plats i West Division och misslyckades därmed att ta sig till Calder Cup-slutspelet. Inför säsongen 2005/06 deltog Himelfarb på Red Wings träningsläger innan han skickades till Griffins i september 2005. Han tillbringade hela säsongen i AHL men missade ett antal matcher då han bröt handen i november samma år. Månaden därpå gjorde han comeback och totalt spelade han 62 grundseriematcher. Hans poängproduktion sjönk något och han stod för 10 mål och 18 assist. Laget vann Macgregor Kilpatrick Trophy då man hade flest poäng vid grundseriens slut. I slutspelet tog man sig till semifinalspel efter att han slagit ut Toronto Marlies (4–1) respektive Manitoba Moose (4–3). I semifinalserien slogs man ut av Milwaukee Admirals i fyra raka matcher. Himelfarb gick poänglös ur hela slutspelet.
Säsongen 2006/07 kom att bli Himelfarbs sista i Nordamerika. Han tillbringade hela säsongen i AHL och gjorde därmed sin tredje kompletta säsong för Grand Rapids. På 69 grundseriematcher stod han för 15 mål och lika många assistpoäng. I slutspelet slogs laget ut omgående av Manitoba Moose med 4–3 i matcher. På dessa matcher gick Himelfarb poänglös.

### 2007–2010: Flytt till Schweiz
Den 30 maj 2007 stod det klart att Himelfarb skrivit ett avtal med HC Lausanne i den schweiziska andraligan NLB. I grundseriens säsongsöppning den 13 september 2007 stod Himelfarb för ett hat trick och totalt fyra poäng i en 8–4-seger mot det Schweiziska U20-landslaget. I sin andra match för klubben stod han för fem poäng och noterades senare, i grundseriens fjärde omgång, för ytterligare ett hat trick. I grundserien slutade laget på andra plats och Himelfarb slutade på andra plats i lagets interna poängliga. På 36 grundseriematcher stod han för 69 poäng (24 mål, 45 assist). Under denna säsong blev Himelfarb också utlånad för en match med Genève-Servette HC i NLA. I slutspelet slogs Lausanne ut i semifinal. På tio matcher stod Himelfarb för 19 poäng, vilket gav honom en andraplats i lagets interna poängliga.
Inför säsongen 2008/09 lämnade Himelfarb Lausanne för spel med EHC Biel i NLA. Laget slutade på sista plats i grundserien där Himelfarb noterades för 24 poäng på 47 matcher (11 mål, 13 assist). Laget lyckades därefter att hålla sig kvar i landets högsta serie då man i kvalspel besegrade Himelfarbs forna klubb, Lausanne. Inför säsongen 2009/10 återvände Himelfarb till Biel, för vilka han spelade tio matcher. Därefter anslöt han till seriekonkurrenten SC Langenthal där han var en av lagets poängmässigt bästa spelare. Han snittade över en poäng per match för klubben och stod för 25 poäng på 24 grundseriematcher. I det följande slutspelet vann Himelfarb lagets interna poängliga med sju poäng på sex matcher. Laget slogs dock ut i kvartsfinal. I slutskedet av säsongen blev han också utlånad till EHC Biel där han var med och spelade för klubben i ett kval för att hålla sig kvar i NLA; detta lyckades man med och Himelfarb stod för fem poäng på åtta matcher.

### 2010–2016: Åren i Sverige

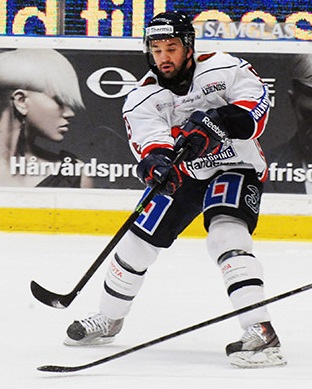
Himelfarb spelade två säsonger för Linköping HC.

Efter tre säsonger i Schweiz bekräftades det den 23 juli 2010 att Himelfarb flyttat till Sverige där han skrivit ett avtal på tre månader med Rögle BK i Hockeyallsvenskan. På grund av ett diskbråck kunde dock inte Himelfarb spela för klubben under denna tremånadersperiod. Den 1 december samma år, efter att ha återhämtat sig från sin skada, meddelades det att Himelfarb skrivit ett nytt avtal med Rögle för återstoden av säsongen. I slutet av samma månad, den 27 december, gjorde Himelfarb debut i Hockeyallsvenskan i en 3–2-seger mot Borås HC. Den följande månaden, den 14 januari 2011, gjorde han sitt första mål i serien, på Gustaf Lindvall, i en 5–2-seger mot IF Sundsvall Hockey. Rögle slutade tvåa i grundserien där Himelfarb på 24 matcher noterades för fem mål och sex assistpoäng. I det efterföljande kvalspelet till Elitserien var han, tillsammans med Victor Bartley, Rögles poängmässigt bästa spelare med nio poäng på tio matcher (två mål, sju assist).
Den 18 maj 2011 tillkännagavs det att Himelfarb förlängt sitt avtal med Rögle med ytterligare en säsong. Inför den kommande säsongen utsågs han till en av Rögles assisterande lagkaptener. I grundserien vann Himelfarb lagets interna poäng-, assist- och skytteliga. På 52 matcher stod han för 60 poäng (21 mål, 39 assist), och slutade på andra plats i den totala poängligan – endast slagen av Västerås Hockeys Broc Little. Himelfarb var också, tillsammans med Alexander Bonsaksen, den i Rögle som hade bäst plus/minus-statistik i grundserien (+17). Rögle tog sig till Kvalserien där Himelfarb efter en match i den tredje omgången blev avstängd i två matcher sedan han slagit motståndaren Daniel Wessner i ansiktet. Trots detta blev han Rögles främsta målskytt i Kvalserien och var med att spela upp laget till SHL (dåvarande Elitserien). På åtta matcher stod han för sex poäng, varav fem mål.
Den 10 april 2012 meddelades det att Himelfarb skrivit ett tvåårskontrakt med Linköping HC. Den 13 september samma år gjorde han SHL-debut, i en match mot Frölunda HC. I den följande omgången, den 17 september, gjorde han sitt första SHL-mål, på Martin Gerber, i en 2–1-seger mot Rögle BK. I slutet av grundserien slet Himelfarb av ett korsband vilket gjorde att han missade de två avslutande matcherna, samt det efterföljande SM-slutspelet. På 49 matcher noterades han för 16 poäng (nio mål, sju assist). Säsongen 2013/14 gick Himelfarb poänglös ur sina 15 första matcher av grundserien. Poängproduktionen ökade dock under andra halvan av säsongen och på 50 grundseriematcher noterades han för 21 poäng, varav sju mål. Linköping slutade på nionde plats i tabellen och slog ut Modo Hockey i play in (2–0) och Frölunda HC i kvartsfinal (4–3). I semifinalserien besegrades laget av Skellefteå AIK med 4–1 i matcher och i sitt första SM-slutspel stod Himelfarb för sju poäng på 14 matcher (tre mål, fyra assist). Efter att Linköping slagits ut meddelades det att Himelfarb lämnat klubben.
Den 23 april 2014 meddelades det att Himelfarb skrivit ett avtal med Leksands IF. Han fick en turbulent start i klubben där han den 14 oktober 2014, efter tio matcher, blev sparkad av klubben. Kort därefter, den 24 oktober, meddelades det att Himelfarb skrivit ett korttidsavtal med Leksand där han spelade ytterligare fyra matcher för klubben. Sedan bekräftades det i början av november 2014 att Himelfarb skulle komma att stanna i Leksand. Senare samma månad ådrog han sig en underkroppsskada vilken höll honom borta från spel i åtta omgångar. I januari 2015 meddelade Leksands IF att man återigen valt att bryta avtalet med Himelfarb. På 21 matcher för klubben stod han för sju poäng. Samtidigt stod det klart att han skrivit ett avtal med Malmö Redhawks i Hockeyallsvenskan för återstoden av säsongen, med option på ytterligare en säsong. För Malmö snittade Himelfarb lite över en poäng per match i grundserien. Laget kvalificerade sig till direktkvalet till SHL där man ställdes mot just Leksands IF. I seriens första match noterades Himelfarb för två mål då Redhawks vann med 3–4. Malmö vann serien med 4–3 och avancerade därmed till SHL.
Skadeproblematik gjorde att Himelfarb missade ett antal matcher under säsongen 2015/16. Totalt spelade han 38 grundseriematcher och noterades för två mål och tio assistpoäng. Malmö slutade på tolfte plats i grundserien och säkrade därmed ett nytt SHL-kontrakt.

### 2016–2022: Återkomst till Schweiz
Efter att ha gått klubblös i inledningen av säsongen 2016/17 bekräftades det den 10 oktober 2016 att Himelfarb lämnat Sverige och återvänt till Schweiz, där han skrivit ett ettårskontrakt med Hockey Thurgau i NLB. Han var en av de poängmässigt bättre spelarna i laget under grundserien och noterades för 30 poäng på 36 grundseriematcher, varav tolv mål. Laget var det sista att ta sig till slutspel och slogs därefter ut omgående av seriesegraren SC Langenthal i fyra raka matcher. Himelfarb gick poänglös ur dessa matcher och lämnade kort därefter klubben.
Den 7 mars 2017 stod det klart att Himelfarb skrivit ett avtal med SCL Tigers i NLA. Under denna säsong lånades han ut till både HC La Chaux-de-Fonds och SC Langenthal i SwissLeague (tidigare NLB). Totalt spelade han 13 matcher i NLA där han stod för ett mål och fyra assist. I SL noterades han för sju poäng på sex matcher för La Chaux-de-Fonds och två poäng på fem matcher för Langenthal. Säsongen 2018/19 spelade inte Himelfarb.
Himelfarb återvände till ishockeyn i slutet av november 2019 då det stod klart att han skrivit ett avtal med EHC Basel i den schweiziska tredjeligan MSL. Laget slutade på tredje plats i grundserien och i det efterföljande slutspelet var Himelfarb lagets poängmässigt bästa spelare då slutspelet ställdes in på grund av Covid-19-pandemin. På sex slutspelsmatcher stod han för ett mål och sex assistpoäng. Himelfarb förlängde sitt avtal med Basel i februari 2020. Efter att ha spelat sju matcher och noterats för tio poäng den efterföljande säsongen så meddelades det att säsongen ställts in på grund av pandemin. Vid denna tidpunkt var han lagets poängmässigt bästa spelare. Han lånades istället, i december 2020, ut till SC Langenthal i SL där han på tolv grundseriematcher producerade tio assistpoäng. I slutspelet, där laget slogs ut i semifinal, gjorde Himelfarb två mål och tre assist på tolv matcher.
Inför säsongen 2021/22 bekräftades att Himelfarb förlängt sitt avtal med Basel ytterligare ett år. Han spelade 30 grundseriematcher och noterades för 28 poäng; med 21 assistpoäng vann han lagets interna assistliga. I slutspelet tog sig laget till finalspel och vände ett 2–0-underläge till 2–3 och seger i matchserien. Noterbart är att Himelfarb gjorde det sista målet i samtliga av de tre avslutande finalmatcherna. Laget avancerade därmed till SwissLeague. Den 17 juni 2022 bekräftade Himelfarb på Instagram att han avslutat sin spelarkarriär för att bli assisterande tränare i Basel.

## Statistik
| 1999–00    | Sarnia Sting          | OHL        | 62  | 14  | 33  | 47  | 26  | 7  | 1 | 4  | 5  | 4  |
| 2000–01    | Sarnia Sting          | OHL        | 49  | 31  | 44  | 75  | 48  | 4  | 1 | 7  | 8  | 4  |
| 2001–02    | Sarnia Sting          | OHL        | 67  | 35  | 48  | 83  | 67  | 5  | 1 | 4  | 5  | 11 |
| 2002–03    | Barrie Colts          | OHL        | 67  | 31  | 44  | 75  | 81  | 6  | 1 | 0  | 1  | 6  |
| 2003–04    | Kingston Frontenacs   | OHL        | 67  | 37  | 70  | 107 | 80  | 5  | 4 | 4  | 8  | 8  |
| 2003–04    | Grand Rapids Griffins | AHL        | 7   | 2   | 3   | 5   | 2   | 4  | 0 | 3  | 3  | 0  |
| 2004–05    | Grand Rapids Griffins | AHL        | 76  | 19  | 24  | 43  | 59  | —  | — | —  | —  | —  |
| 2005–06    | Grand Rapids Griffins | AHL        | 62  | 10  | 18  | 28  | 60  | 16 | 0 | 0  | 0  | 12 |
| 2006–07    | Grand Rapids Griffins | AHL        | 69  | 15  | 15  | 30  | 60  | 7  | 1 | 0  | 1  | 12 |
| 2007–08    | HC Lausanne           | NLB        | 36  | 24  | 45  | 69  | 46  | 10 | 7 | 12 | 19 | 12 |
| 2008–09    | EHC Biel              | NLA        | 47  | 11  | 13  | 24  | 60  | —  | — | —  | —  | —  |
| 2009–10    | HC Lausanne           | NLB        | 10  | 0   | 2   | 2   | 31  | —  | — | —  | —  | —  |
| 2009–10    | SC Langenthal         | NLB        | 24  | 11  | 14  | 25  | 30  | 6  | 3 | 4  | 7  | 2  |
| 2009–10    | EHC Biel              | NLA        | —   | —   | —   | —   | —   | 6  | 1 | 3  | 4  | 2  |
| 2010–11    | Rögle BK              | HA         | 24  | 5   | 6   | 11  | 16  | 10 | 2 | 7  | 9  | 2  |
| 2011–12    | Rögle BK              | HA         | 52  | 21  | 39  | 60  | 52  | 8  | 5 | 1  | 6  | 27 |
| 2012–13    | Linköping HC          | Elitserien | 49  | 9   | 7   | 16  | 24  | —  | — | —  | —  | —  |
| 2013–14    | Linköping HC          | SHL        | 50  | 7   | 14  | 21  | 36  | 14 | 3 | 4  | 7  | 8  |
| 2014–15    | Leksands IF           | SHL        | 21  | 3   | 4   | 7   | 8   | —  | — | —  | —  | —  |
| 2014–15    | Malmö Redhawks        | HA         | 12  | 3   | 12  | 14  | 8   | 11 | 5 | 0  | 5  | 10 |
| 2015–16    | Malmö Redhawks        | SHL        | 38  | 2   | 10  | 12  | 20  | —  | — | —  | —  | —  |
| 2016–17    | Hockey Thurgau        | NLB        | 36  | 12  | 18  | 30  | 34  | 4  | 0 | 0  | 0  | 6  |
| 2017–18    | SCL Tigers            | NLA        | 13  | 1   | 4   | 5   | 10  | —  | — | —  | —  | —  |
| 2017–18    | HC La Chaux-de-Fonds  | SL         | 6   | 2   | 5   | 7   | 12  | —  | — | —  | —  | —  |
| 2017–18    | SC Langenthal         | SL         | 5   | 1   | 1   | 2   | 4   | —  | — | —  | —  | —  |
| 2019–20    | EHC Basel             | MSL        | 14  | 4   | 8   | 12  | 12  | 6  | 1 | 6  | 7  | 18 |
| 2020–21    | EHC Basel             | MSL        | 7   | 3   | 7   | 10  | 8   | —  | — | —  | —  | —  |
| 2020–21    | SC Langenthal         | SL         | 12  | 0   | 10  | 10  | 2   | 12 | 2 | 3  | 5  | 8  |
| 2021–22    | EHC Basel             | MSL        | 30  | 7   | 21  | 28  | 8   | 12 | 5 | 8  | 13 | 29 |
| OHL totalt | OHL totalt            | OHL totalt | 312 | 148 | 239 | 387 | 302 | 27 | 8 | 19 | 27 | 33 |
| AHL totalt | AHL totalt            | AHL totalt | 214 | 46  | 60  | 106 | 181 | 27 | 1 | 3  | 4  | 24 |
| SHL totalt | SHL totalt            | SHL totalt | 158 | 21  | 35  | 56  | 88  | 14 | 3 | 4  | 7  | 8  |